# إيفان غولدبيرغ
إيفان غولدبيرغ (بالإنجليزية: Evan Goldberg) (و. 1982  م) هو كاتب سيناريو، ومنتج أفلام، ومخرج أفلام، ومنتج منفذ كندي، ولد في فانكوفر.

## التعليم
تعلم في جامعة مكغيل.

## جوائز
حصل على جوائز منها:
- شارع المشاهير الكندي [الإنجليزية]‏ (2018).

## وصلات خارجية
- إيفان غولدبيرغ على موقع IMDb (الإنجليزية)
- إيفان غولدبيرغ على موقع روتن توميتوز (الإنجليزية)
- إيفان غولدبيرغ على موقع ألو سيني (الفرنسية)
- إيفان غولدبيرغ على موقع ميوزك برينز (الإنجليزية)
- إيفان غولدبيرغ على موقع أول موفي (الإنجليزية)
- إيفان غولدبيرغ على موقع بوكس أوفيس موجو (الإنجليزية)
- إيفان غولدبيرغ على موقع قاعدة بيانات الأفلام السويدية (السويدية)
- إيفان غولدبيرغ على موقع قاعدة بيانات الفيلم (الإنجليزية)
- إيفان غولدبيرغ على موقع ليتربوكسد (الإنجليزية)
- إيفان غولدبيرغ على موقع كينوبويسك (الروسية)